# Josef Ponten
Servatius Josef Ponten, född den 3 juni 1883 i Raeren, nära Eupen, död den 3 april 1940 i München, var en tysk författare.
Ponten, som tidigt bosatte sig i München, gjorde sig känd som berättare, med ett drag av viljekraft, som påminde om Kleist. Bland hans skrifter kan nämnas Jungfräulichkeit (1906), Siebenquellen (1908), Der babylonische Turm (1918), Die Insel (samma år), Der Meister (1919), Die Bockreiter (1922) och Der Gletscher (1923). Ponten skrev även essayer, reseskildringarna Griechische Landschaften (2 band, 1914) med mera. 